# Anopheles azaniae
Anopheles azaniae är en tvåvingeart som beskrevs av Bailly-choumara 1960. Anopheles azaniae ingår i släktet Anopheles och familjen stickmyggor. Inga underarter finns listade i Catalogue of Life.